# Chorebus miodioides
Chorebus miodioides är en stekelart som beskrevs av Fischer 1999. Chorebus miodioides ingår i släktet Chorebus och familjen bracksteklar. Inga underarter finns listade i Catalogue of Life.